# شامسة صفراء
شامسة صفراء (الاسم العلمي: Heliothis xanthia) هي نوع من الحشرات يتبع جنس الشامسة من فصيلة الليليات.